# Ошейниковая юхина
Ошейниковая юхина (лат. Parayuhina diademata) — вид воробьиных птиц из семейства белоглазковых (Zosteropidae), единственный в роде Parayuhina. Выделяют два подвида.

## Описание
Относительно крупная серо-коричневая птица с длинным хвостом. На шее имеется белое пятно. Длина тела 14,5—18 см.
Среди песен есть приглушенный и беспокойный звук «уи-урри-уи-урри».
Встречаются в Китае, Мьянме и Вьетнаме. Естественной средой обитания вида являются субтропические и тропические влажные горные леса.
МСОП присвоил виду охранный статус «Вызывающие наименьшие опасения» (LC).